# Corallocarpus ellipticus
Corallocarpus ellipticus är en gurkväxtart som beskrevs av Emilio Chiovenda. Corallocarpus ellipticus ingår i släktet Corallocarpus, och familjen gurkväxter. Inga underarter finns listade i Catalogue of Life.